# 彼得·斯维尔斯基
彼得·斯维尔斯基 （英語：Peter Swirski，1966年2月27日—）是入选加拿大名人录 Who's Who 的加籍学者和文学批评家，同时也是亚马逊上美国文学史文学批评和加拿大文学史和文学批评方面的#1畅销书作者。作为美国文学和美国研究的专家，他同时还是包括获奖书籍《奇葩美国，乱象政治》（Ars Americana, Ars Politica）（2010）和作为美国流行文化研究的主流作品《从底层到盲流》（From Lowbrow to Nobrow）（2005）在内的17本书的作者。他的其它知名研究包括《美国乌托邦和社会工程》（American Utopia and Social Engineering）（2011），《美国政治虚幻小说》（American Political Fictions）（2015），以及数码未来学畅销书《从文学到数码文学》（From Literature to Biterature）（2013）。他还是近代作家和哲学家斯坦尼斯拉夫•莱姆的领衔学者。

## 生活与职业
彼得·斯维尔斯基 是中国中山大学英语系的著名美国文学和美国研究教授，加拿大阿尔伯塔大学沃斯研究院的高级研究合伙人，中国暨南大学美国研究中心荣誉教授。此前曾任芬兰赫尔辛基高级学院教授和研究总监，中国华南理工大学美国研究荣誉教授，不列颠哥伦比亚大学美国文学荣誉教授。其著有17本关于美国文学、文化、历史、政治、社会、美国流行文化和“盲流”文化电影方面的书籍，以及上百篇文章。其研究兴趣和出版延伸至跨学科领域，涉及文学与科学、哲学、美学和文学达尔文主义
等。
在80年代中期，他曾为联合国难民事务高级专员办事处工作。1996年他以优异成绩获得加拿大蒙特利尔的麦吉尔大学博士学位，随后他加盟多伦多大学，阿尔伯塔大学，和香港大学。2003年因在加拿大大学年度指导教学优异而获全国性荣誉。2013年在艾伯塔大学的其前学生以他的名字创建了文学研究奖学金（王菲和彼得·斯维尔斯基文学奖）。数年来，斯维尔斯基教授志愿陪伴孩子们，90年代在蒙特利尔的皇家维多利亚医院，2000年在香港铜锣湾社区中心，随后在心光盲人院暨學校，救恩幼儿园和小学一直任英语启蒙项目总监。2011-2012年，他发起了向中国大陆的送书活动，向大学发运了近千公斤来自欧洲图书馆和个人的捐赠书籍，如广州的华南理工大学。
彼得·斯维尔斯基的美国流行和“盲流”文化研究，《从底层到盲流》（From Lowbrow to Nobrow）（2005）经历了数次再版。同时还有另外两部有关“盲流”文学和文化的书籍，以及其它形式的“艺术娱乐”（其灼见）。他们是《美国犯罪小说》（American Crime Fictions）（2016）和批判文集《当“上流”遇到底层：流行文化和“盲流”的崛起》（Highbrow Meets Lowbrow: Popular Culture and the Rise of Nobrow）（2017）。他的获奖书籍 《奇葩美国，乱象政治》（Ars Americana, Ars Politica）（2010）获得了各方面的好评，包括霍华德·津恩和金融时报。2012 斯维尔斯基在UNE的全球人文研究所就奇葩美国做了主旨发言，关于美国政治与文化的《美国乌托邦和社会工程》引起了俄罗斯媒体的极大兴趣 ，与其一起被邀请的还有乔姆斯基和其它嘉宾。《美国政治小说：错误主义的战争》（American Political Fictions: War on Errorism）（2015），《奇葩美国，乱象政治》 和《美国乌托邦和社会工程》成为研究当代美国艺术和新社会、新文化、新政治角色的三部曲。这些书记录了大众艺术如何继承传统政治运动和运动家的一些功能成为政治信息的使者、草根教育者、党派评论家、公众舆论煽动者。

2012年，斯维尔斯基成为有2亿全球听众的BBC环球广播常规论坛节目嘉宾。

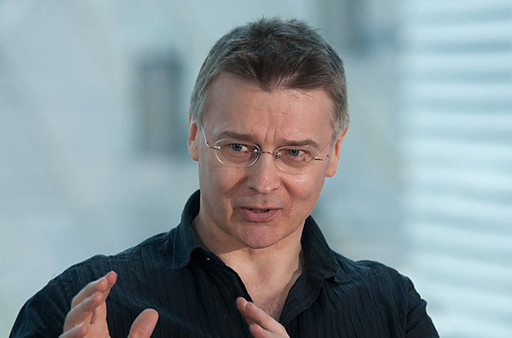
彼得·斯维尔斯基在2012年BBC论坛

. 他的其它书籍和文章来自从《泰晤士报文学增刊》到《麻省理工技术评论》以及其它与研究分析作家与哲学家史坦尼斯勞·萊姆有关的领域。莱姆本人在斯维尔斯基后来的一本书的封面赞扬他说：“彼得·斯维尔斯基，一个才华横溢的文学批评者和一个优异的译者，在美国和波兰文学学术方面值得更广泛的认可”。2012年，斯维尔斯基教授应波兰共和国文化和民族遗产文化部长之命在莱姆家乡克拉科夫从事研究。作为波兰高级同类研究学者，他在克拉科夫国际文化中心做了荣誉遗产学院讲座并被录像。
在2013年夏秋，他应邀成为香港贸易发展局的国际书展嘉宾、马尼拉的菲律宾第四届文学节主旨发言人、BBC环球广播香香港国际文学节嘉宾。2015年3月，成为比利时布鲁塞尔千年国际纪录片电影节主旨发言人 从 《奇葩美国，乱象政治》 到《美国乌托邦和社会工程》，他的书被翻译成各种语言，包括俄语、汉语、西班牙语、波兰语、日语和克罗地亚语。

### 出版书籍
- 《美国在文学和社会的乌托邦》（American Utopia in Literature and Society）（2018）
- 《当“上流”遇到底层：流行小说和盲流的崛起》（When Highbrow Meets Lowbrow: Popular Fiction and the Rise of Nobrow）（2017）
- 《美国犯罪小说：盲流文学作为艺术的文化历史》（American Crime Fiction: A Cultural History of Nobrow Literature as Art）（2016）
- 《美国政治小说：当代美国文学中基于错误主义的战争》（American Political Fictions: War on Errorism in Contemporary American Literature, Culture, and Politics ）（2015）
- 《斯坦尼斯拉夫•莱姆：未来的哲学家》（ Stanislaw Lem: Philosopher of the Future）（2015）
- 《莱姆学：斯坦尼斯拉夫•莱姆眼中的世界》（Lemography: Stanislaw Lem in the Eyes of the World）（2014）
- 《斯坦尼斯拉夫•莱姆-给迈克尔•康德尔的信选》（Stanislaw Lem--Selected Letters to Michael Kandel ）（2014）
- 《从文学到数码文学：莱姆，图灵，达尔文，及计算机文学，哲学思想，和文化演化的探索》（From Literature to Biterature: Lem, Turing, Darwin, and Explorations in Computer Literature, Philosophy of Mind, and Cultural Evolution ）（2013）
- 《在文学、社会思想和政治历史中的美国乌托邦和社会工程》（American Utopia and Social Engineering in Literature, Social Thought, and Political History ）（2011）
- 《奇葩美国，乱象政治：当代美国文学和文化中的党派表达》（Ars Americana, Ars Politica: Partisan Expression in Contemporary American Literature and Culture ）（2010）
- 《文学分析演说：翻译理论探索、美学分析和演化（文学和文化的认知取向）》（ Literature, Analytically Speaking: Explorations in the Theory of Interpretation, Analytic Aesthetics, and Evolution (Cognitive Approaches to Literature and Culture ）（2010）
- 《我歌唱国家政体：历史作为当代美国文学中的预言》（ I Sing the Body Politic: History as Prophecy in Contemporary American Literature）（2009）
- 《文学和知识：叙事思想实验探索、演化和博弈论》（Of Literature and Knowledge: Explorations in Narrative Thought Experiments, Evolution, and Game Theory）（2007）
- 《所有的路通向美国城市》（All Roads Lead to the American City ）（2007）
- 《斯坦尼斯拉夫•莱姆的科学与艺术》（The Art and Science of Stanislaw Lem ）（2006）
- 《从底层到盲流》（From Lowbrow to Nobrow ）（2005）
- 《文学与科学：波、莱姆和美学探索，认知科学以及文学常识》（Between Literature and Science: Poe, Lem, and Explorations in Aesthetics, Cognitive Science, and Literary Knowledge）（2000）
- 《一个斯坦尼斯拉夫•莱姆读者（反思理论）》（ A Stanislaw Lem Reader (Rethinking Theory) ）（1997）